# Săucești (gmina)
Săucești – gmina w Rumunii, w okręgu Bacău. Obejmuje miejscowości Bogdan Vodă, Costei, Săucești, Schineni, Siretu i Șerbești. W 2011 roku liczyła 4772 mieszkańców.